# فرانك زولنر
فرانك زولنر (بالألمانية: Frank Zöllner)‏ هو مؤرخ الفن ألماني، ولد في 26 يونيو 1956 في بريمن في ألمانيا.